# Nagoya Dome

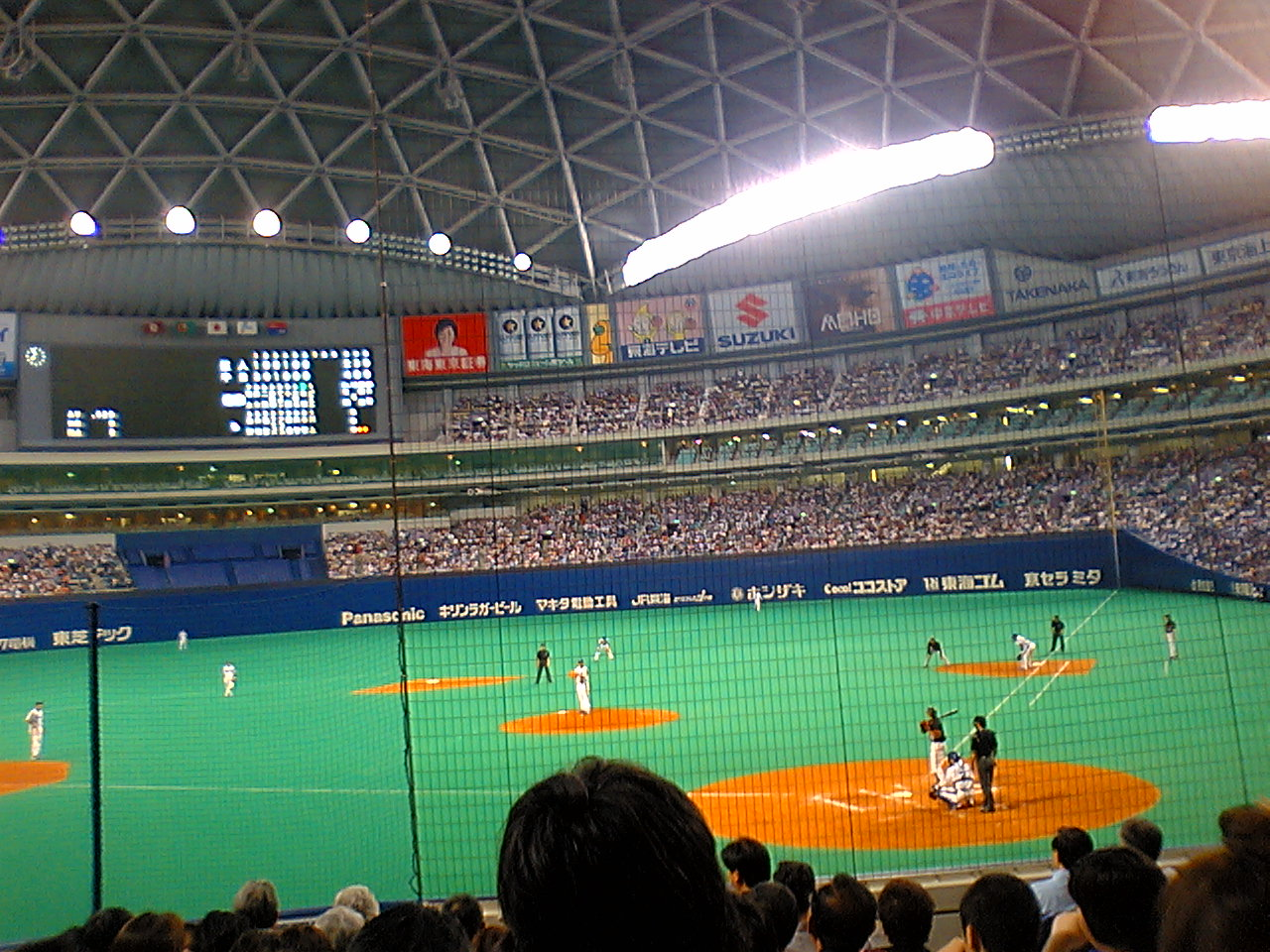
Interior do estádio.

O Nagoya Dome é um estádio de beisebol localizado em Nagoya, no Japão, foi inaugurado em 1997, tem capacidade para 38.414 espectadores, é a casa do time Chunichi Dragons da NPB, o estádio conta com teto no formato de cúpula geodésica.